# Danneskiold
Danneskiold (Danneskjold) er navnet på tre danske højadelige slægter. Navnet Danneskiold blev givet til forskellige tiders efterkommere af kongerne Frederik III's og Christian V's uægte sønner. Efterkommerne har fået navn af Danneskiold-Løvendal (slægt uddød i 1829), Danneskiold-Laurvig (slægt uddød i 1783) og Danneskiold-Samsøe (slægten eksisterer fortsat).
Slægterne Danneskiold er direkte efterkommere i mandslinje af kongeslægten Oldenborg, og dermed af Huset Oldenborg. Slægternes historie kan føres tilbage til stamfaderen Egilmar Greve af Aldenburg 1088.
Huset Oldenborg har under de forskellige grene regeret Danmark (konger), Sverige, Norge, Rusland, Island, Finland (Storfyrster 1809-1917), Grækenland, Spanien samt Storbritannien.

## Historie

### Danneskiold-Løvendal
Frederik III's søn med Margrethe Pape, Ulrik Frederik Gyldenløves sønner af første ægteskab med Sophie Urne, Carl og Woldemar (1660-1740) blev 1662 friherrer af Løvendal, sidstnævntes søn Ulrik Frederik Woldemar (1700-1755) ophøjedes 1741 af kongen af Polen til rigsgreve, og hans søn, generalmajor, fransk marskal François Xavier Joseph Danneskiold-Løvendal (1742-1808), optoges 1778 i den danske grevestand med navnet Danneskiold-Løvendal. Denne linje uddøde 1829 med hans søn Carl Valdemar greve Danneskiold-Løvendal (1773-1829).

### Danneskiold-Laurvig(en)
Ulrik Frederik Gyldenløves børn af hans tredje ægteskab med grevinde Antoinette Augusta Aldenburg fik 1693 navnet Danneskiold. Sønnen, Ferdinand Anton (1688-1754), stiftede den grevelige linje Danneskiold-Laurvig(en). Han ejede Grevskabet Laurvig i Norge, var direktør for Det vestindisk-guineiske Kompagni og byggede det siden greverne Moltke tilhørende Palæ i Bredgade i København. Med hans søn Christian Conrad greve Danneskiold-Laurwigen uddøde også denne linje 1783.

### Danneskiold-Samsøe
Christian 5.s søn med Sophie Amalie Moth, greve Christian Gyldenløve havde med Dorothea Krag, baron Jens Juels enke, 2 sønner og 1 datter, Frederikke Louise (1699-1744), gift med hertug Christian August 1. af Augustenborg. Disse 3 børn optoges 1695 i grevestanden med navnet Danneskiold-Samsøe. Linjen fra den yngste af sønnerne, Frederik Danneskiold-Samsøe, er uddød. Den ældste søn, Christian greve Danneskiold-Samsøe (1702-1728), arvede Grevskabet Samsøe og ejede tillige friherreskaberne Lindenborg og Høgholm. Han var præses i Admiralitetet og samlede et stort og kostbart bibliotek, som dog splittedes ved hans død. Han og hans søskende godkendte 1725 faderens oprettelse af Gisselfeld til et arveligt jomfrukloster, for hvilket lensgreven af Danneskiold-Samsøe stedse er overdirektør. Hans søn, gehejmekonferensråd, generalpostdirektør, Frederik Christian greve Danneskiold-Samsøe (1722-1778), blev 1771 afskediget af Struensee, den yngre søn, Ulrik Adolph (1723-1751), var general-admiralløjtnant og sluttede 1746 en for Danmark ærefuld fred med Beien af Algier. Frederik Christians søn, gehejmekonferensråd, amtmand over Præstø Amt, Christian Conrad Sophus lensgreve Danneskiold-Samsøe (1774-1823), var en ivrig landboven, og hans virksomhed kan endnu spores på flere steder i Sydsjælland; bl.a. lod han Den danneskjoldske Kanal grave fra Bavelse til Næstved. Anlægget af Holmegaard Glasværk skyldes hans hustru Johanne Henriette Valentine Kaas (1776-1843). Efter hans død gik grevskabet over til den ældste af hans 3 sønner, Frederik Christian greve Danneskiold-Samsøe (1798-1869), fra ham til den anden søn, gehejmekonferensråd, mundskænk Christian Conrad Sophus lensgreve Danneskiold-Samsøe (1800-1886) og fra denne til hans ældste søn, Christian Frederik lensgreve Danneskiold-Samsøe (1838-1914), ordenskansler fra 1911. Den tredje søn, Magnus Otto Sophus greve Danneskiold-Samsøe til Nordfelt m.m. (1804-1894), var generalpostdirektør. Hans ældste søn, Christian Conrad Sophus greve Danneskiold-Samsøe (1836-1908) var hofchef hos kronprins Frederik til Danmark og chef for Det Kongelige Teater 1894-1908; en yngre søn, Frederik Vilhelm Steen greve Danneskiold-Samsøe til Ulriksholm (1837-1895) kongevalgt medlem af Landstinget. To døtre af den ældre greve Christian Conrad Sophus Danneskiold-Samsøe var gift med to augustenborgske brødre, Louise Sophie (1796-1867) med hertug Christian August 2., Henriette (1806-1858) med prins Frederik af Nør.

## Navnet Danneskiold-Samsøe
Slægtsnavnet, der blev givet ved kongeligt patent i 1695, er afledt af slægtens våbenskjold med Dannebrog. De mandlige descendenter skulle føre titel og navn af Danneskiold tillige med deres andre grevskabers navne. Derved opstod det kongeligt-adelige slægtsnavn Danneskiold-Samsøe. Egentlig har deres navn været Danneskiold-(af)-Samsøe. I medfør af det kongelige patent er navnet "af Danneskiold-Samsøe", hvilket nogle af slægtens medlemmer har benyttet igennem tiden.

## Våbenskjold tilhørende Danneskiold-Samsøe

### Skjold
Hovedskjoldet er delt i 4 ved et udadbuet sølv kors med midterskjold og hjerteskjold. 

### Hjerteskjold
Det er ovalt med farven blå, hvori der er et kongeligt kronet guld C5. 

### Midterskjold
I rødt to over hinanden gående kronede guld løver, lagt på et udadbuet sølv kors. 

### Hovedskjold
1. og 4. felt: i rødt i naturligt farvet vand en svømmende guld kronet sølv svane med en guld krone om halsen. 
2. og 3. felt: skrådelt fra sinister af blåt og guld. 
På hovedskjoldet er en "antik" krone med en "fyrstelig" kronet guld leopard stående på skjoldet og holdende i hver udstrakte forpote to røde standarter med sølv kors og en fane med sølv kors. 

### Skjoldholdere
Dekster: En mod sinister vendt guld løve med en åben sort hjelm og "antik" krone med et bundt sølv hejrefjer.
Sinister: En fremkommende sølv elefant.

## Palæer, godser, slotte, herregårde samt andet med relation til familien Danneskiold-Samsøe
Nedenstående oversigt er ikke komplet.

### Danmark

#### Fyn

##### Ejendomme
Ulriksholm slot (Kerteminde), Ørnfeldt gods (Kerteminde), Glorup slot (Ørbæk), Rygaard slot (Nyborg) og Fjellebro slot (Herringe).

##### Skove
Strandskov, Lysenge skov, Erbo skov, Fjellebro skov, Tornehave skov, Rosenlund skov, Sønder skov, Frueskov, Gammel lung skov, Løge skov, Skælshus skov og torntved skov.

#### Jylland

##### Ejendomme
Lindenborg Gods (Arden), Høgholm (Randers), Rydhave slot (Ryde), Hjalmsgaard (Jylland), Visborggaard gods (Visborg), Fævejle slot (Randers), Lykkesholm slot (Djursland), Løvenholm gods (Auning), Demstrup slot (Randers), Engelsholm gods (Vejle), Nordborg Slot (Sønderborg), Sødringholm gods (Sødring), Søbygaard gods (Skanderborg), Augustenborg slot (Augustenborg), Frijsenborg gods (Hammel), Frijsendal Herregård (Hammel), Boller Slot (Horsend), Barritskov gods (Barrit), Fiskebæk (Gråsten) og Avnbølgaard (Sønderborg).

##### Skove
Løvenholm skov og Rydhave skov.

##### Kirker
Holme kirke (Aarhus), Malling kirke (Aarhus), Ellidshøj kirke (Ellidshøj), Lyngby kirke (Djursland), Albøge kirke (Djursland), Nørup kirke (Nørup) og Bredsten kirke (Bredsten).

##### Indskrifter
Holme kirkes alterkalk bærer på en af fodpladens tunger et graveret alliancevåben for Frederik greve Danneskiold-Samsøe til Marselisborg.

#### Samsø
Øen Samsø (Grevskabet Samsøe), Brattingsborg gods, Bisgaard, Hjalmarsgård, Vesborggård, Sannholm, havnen i Kolby Kås, Vesborg Fyr, Kattegatøerne Kyholm, Lindholm, Vejrø og Bosserne samt Hjortholm, Mejlesholm, Ydersteholm og Karlskod i Stavns Fjord.

##### Skove
Brattingsborg skov. 

##### Skoler
5 greveskoler.

#### Sjælland og øerne

##### Ejendomme
Gisselfeld kloster (Haslev), Christiansholm slot (Klampenborg), Thotts Palæ (København), Hesede hovedgård (Haslev), Enrum slot (Vedbæk), Holmegård gods (Næstved), Øllingsøe gods (Lolland), Nordfelt (Møn), Assendrup gods (Haslev), Eriksholm slot (Holbæk), Skjoldenæsholm (Jystrup), Juellinge gods (Faxe), Nysø gods (Præstø), Ravnstrup gods (Præstø), Palæ Kristaniagade 3 (København), Rosendal gods (Faxe), Egholm gods (Lejre) (Sjælland), Krabbesholm gods (Lejre), Jomfruens Egede gods (Faxe), Bavelse gods (Glumsø), Lystrup gods (Faxe), Broksø gods (Næstved), Gribsholm (Hillerød), Christiansdal (Nakskov), Allindemaglegaard (Ringsted), Juellund (Køge), Søllerød Slot (Søllerød), Solitude palæ (København), Dehns palæ (København), Frijsenvang (Gilleleje), Palæ Amaliegade 13 B (København), Lerches Palæ (København), Klosterskovgaard (Møn), Ålebæksgaard (Møn), Astrup gods (Jyderup), Merløsegaard (Holbæk) og Søborggaard (Søborg).

##### Byer
Vester Egede.

##### Skove
Hesede skov (Haslev), Nygårds Vænge skov (Haslev), Denderup skov (Haslev).

##### Kirker
Grunden til Vedbæk kirke og kirkegård (Vedbæk), Elmelunde kirke (Møn) og Mogenstrup kirke (Mogenstrup). 

##### Indskrifter
Gisselfeld kloster har indskriften "DS 1874" med en krone ovenpå i et gelænder.
Vester Egede kirkes klokkelegemet har indskriften: "F. C. Danneskiold Samsøe, 1862."
Bråby kirkes dør har en indskrift.
Elmelunde kirke har på pulpiturets forside initialerne "V.D.S.": Viggo Danneskiold-Samsøe og "B.M.S.L.": Bodil Maria Stella Lindholm samt Danneskiold-Samsøe slægtens adelsvåben.

### Tyskland
Schönweide gods (Plön) og Rixdorf gods (Plön).

### Alléer, veje og kanaler og andet
Danneskiold-Samsøes Allé (Holmen i København).
Den Danneskjoldske Kanal.
Den Danneskjoldske Grund.
Gisselfeld rosen.

### Selskaber og organisationer
Post Danmark (rigernes postamter).
Holmegaard Glasværk.

### Grevskaber og baronier
Grevskabet Samsøe.
Grevskabet Løvenholm.
Baroniet Lindenborg.
Baroniet Marselisborg.
Baroniet Høgholm.

## Stamtræ for Danneskiold-Samsøe
Stamtræet er ikke komplet. Alle mandlige efterkommere er grever. Overdirektører for Gisselfeld er fremhævet.
- Christian 5. (1646-1699) oo Sophie Amalie Moth
  - Christian Gyldenløve (født 28. februar 1674 - død 16. juli 1703) oo Dorothea Krag
    - Friederike Louise (født 2. oktober 1699 - død 2. december 1744) oo Christian August 1. af Slesvig-Holsten-Sønderborg-Augustenborg
    - Christian Danneskiold-Samsøe (født 1. august 1702 - død 17. februar 1728), godsejer og slægtens første lensgreve.  
      - Frederik Christian 1. Danneskiold-Samsøe (født 5. juni 1722 - 26. marts 1778). Lensgreve, overdirektør for Gisselfeld, generalpostmester, ridder af Elefantordenen m.m. 
        - Christian Conrad Sophus 1. Danneskiold-Samsøe (født 11. juni 1774 - død 6. juni 1823), lensgreve, overdirektør, godsejer m.m. Gift 30. november 1795 med Johanne Henriette Kaas (1776-1843). 
          - Louise Sophie komtesse Danneskiold-Samsøe (født 22. september 1796 - 11. marts 1867) oo Christian August 2. af Slesvig-Holsten-Sønderborg-Augustenborg
          - Frederik Christian 2. Danneskiold-Samsøe (født 14. maj 1798 - død 14. juli 1869). Lensgreve, overdirektør, godsejer, ridder af Elefantordenen m.m.
          - Christian Conrad Sophus 2. Danneskiold-Samsøe (1800-1886), overdirektør, godsejer, Elefantordenen
            - Christian Frederik Danneskiold-Samsøe (1838-1914), overdirektør, godsejer, Elefantordenen oo Emilie Henriette Dagmar komtesse Krag-Juel-Vind-Frijs
              - Elisabeth Thyra komtesse Danneskiold-Samsøe (1869-1948) oo Aage Vilhelm Christian greve Moltke
              - Ingeborg Agnes komtesse Danneskiold-Samsøe (1871-1942) oo (1) Adam Gottlob greve Moltke af Espe oo (2) Otto lensbaron Reedtz-Thott
              - Dagmar Louise komtesse Danneskiold-Samsøe (1875-1939) oo Frands Axel Vilhelm greve Brockenhuus-Schack
              - Magdalene "Magda" komtesse af Danneskiold-Samsøe (1876-1954)
              - Karen Amy komtesse Danneskiold-Samsøe (1877-1931) oo Henrik Georg baron Wedell-Wedellsborg
              - Clara Henny komtesse Danneskiold-Samsøe (1878-1954)
              - Mary komtesse Danneskiold-Samsøe (1880-1964) oo Sir Edward Henry Goschen
              - Ragnhild Louise komtesse Danneskiold-Samsøe (1882-1961) oo Niels Treschow
              - Christian Emil Robert Danneskiold-Samsøe (1884-1886)
              - Aage Conrad Danneskiold-Samsøe (1886-1945), overdirektør

            - Christian August Frederik Charles Ernest George Danneskiold-Samsøe (1840-1908) til Holmegaard og Enrum, godsejer, hofjægermester
            - Caroline Amalie komtesse Danneskjold-Samsøe (1843-1876) oo Christian Henrik Carl greve Moltke (1833-1918)

          - Magnus Otto Sophus Danneskiold-Samsøe (1804-1894), Elefantordenen, generaldirektør for Post & Telegrafvæsenet, ordenskansler, ordensskatmester oo Frederikke Marie von Levetzau
            - Christian Conrad Sophus 3. Danneskiold-Samsøe (1836-1908), godsejer, direktør for Det Kongelige Teater, hofchef oo Wanda Sophie Elisabeth Candia Zahrtmann (1842-1916)
              - Christian Valdemar Danneskiold-Samsøe (1864-1931) oo Margrethe Caroline Augusta Julie baronesse Iuel-Brockdorff
                - Agnete Danneskiold-Samsøe (født 26. november 1890 - død 25. november 1933). Ugift.
                - Wanda Danneskiold-Samsøe (født 5. juli 1892 - død 21. juli 1969). Gift 6. marts 1914 med forpagter Michael Treschow.
                - Marie Danneskiold-Samsøe (født 27. februar 1894 - død 28. juni 1945). Gift 6. maj 1925 med Ernst greve Schimmelmann.
                - Margrethe Danneskiold-Samsøe (født 25. april 1896 - død 30. december 1964). Gift 22. juni 1929 med Eiler Frederik greve Moltke.
                - James Christian Carl Sophus Danneskiold-Samsøe (født 19. marts 1900 - død 9. april 1966), overdirektør oo (1) Isabella "Nina" Craven Dillworth oo (2) Dorrit Nathalie Holm. 
                  - Valdemar Dale Danneskiold-Samsøe (født 4. september 1935 - død den 1. juli 2016), Lensgreve, bosat i USA, fraskrev sig arveretten som overdirektør til Gisselfeld i 1967. Gift 1. gang 25. maj 1963 med Pamela E. Austin, skilt. Gift 2. gang 26. august 1967 med Nanette E. Lockamy, skilt 1982.

              - Frederikke "Fritze" Sophie Elisabeth komtesse Danneskiold-Samsøe (1865-1949) oo Mogens Christian lensgreve Krag-Juel-Vind-Frijs (1849-1923)
              - Elisabeth komtesse Danneskiold-Samsøe (1866-1950) oo Carl William greve Ahlefeldt-Laurvig (1860-1923), Eriksholm
              - Ove Danneskiold-Samsøe (1867-1947)
              - Louise Danneskiold-Samsøe (1869-1871)
              - Viggo greve Danneskiold-Samsøe (f. født 29. maj 1874 - død 24. januar 1936), godsejer oo (1) Ebba Caroline f. Petterson Rantzien oo (2) Bodil Marie Stella Lindholm
                - Niels FREDERIK Kjeld Viggo greve Danneskiold-Samsøe (født 3. august 1916 - død 24. februar 1994), oo Lykke Wilhjelm til Øllingesøe (født 26. oktober 1918 - død 10. september 1998)
                  - ULRIK Christian Laurits greve Danneskiold-Samsøe, ingeniør oo Bente Frank Andersen)
                  - OTTO Frederik Aage greve Danneskiold-Samsøe til Øllingesøe oo Ilse Møller
                  - KJELD Viggo Gerhard greve Danneskiold-Samsøe oo Grethe-Lise Hansen

                - Knud Danneskiold-Samsøe (1900-1969), overdirektør
                - Hans Christian Erik Viggo Danneskiold-Samsøe (født 25. marts 1915 - død 23. maj 1975), overdirektør oo Héléne Caroli Künzli
                  - Christina Mariane Margritte Stella komtesse Danneskiold-Samsøe (født 27. februar 1944) oo Per Sass Maansson
                    - Helene Danneskiold-Samsøe (født 1. januar 1966), Overdirektør siden 1. marts 2010.
                      - Olivia Danneskiold-Samsøe (født 3. oktober 1992)
                      - Elton Danneskiold-Samsøe (født 9. marts 2020)

                  - Carl Christian Erik Leopold greve Danneskiold-Samsøe (født 18. maj 1945), overdirektør indtil 2002 oo Lajla Bodil Gustafsson oo Catherine Romana Ceterowska (designeren Cath Danneskiold-Samsøe) 
                    - Erica Helene Christina komtesse Danneskiold-Samsøe (født 29. april 1974)

                  - Frederik Jost Conrad Erling greve Danneskiold-Samsøe (født 10. oktober 1946)
                  - Christian Jürg Heinrich Caspar greve Danneskiold-Samsøe (født 29. marts 1951)
                  - Kaj Ulf Carl-Johan greve Danneskiold-Samsøe (født 29. april 1959)
                  - Ulrik Otto Hubert Viggo greve Danneskiold-Samsøe (født 20. februar 1965) 
                    - Philip Christian Ulrik Manuel greve Danneskiold-Samsøe (født 20. juli 1989)
                    - Niklas Christian Sophus Laszlo greve Danneskiold-Samsøe (født 27. november 1990)
                    - Isabelle Carola Manuela Ulrikka komtesse Danneskiold-Samsøe (født 12. marts 1992)

                - Niels Frederik Kjeld Viggo Danneskiold-Samsøe (født 3. august 1916 - død 24. februar 1994), godsejer, kammerherre, hofjægermester
                  - Ulrik Christian Lauritz Danneskiold-Samsøe (født 8. august 1945)
                    - Sofie Danneskiold-Samsøe (født 6. september 1970)
                    - Ida Danneskiold-Samsøe (født 1. august 1973)
                    - Niels Danneskiold-Samsøe (født 20. juni 1982)
                    - Anna Danneskiold-Samsøe (født 6. juli 1987)

                  - Otto Frederik Aage Danneskiold-Samsøe (født 2. februar 1947), godsejer
                    - Rolf Danneskiold-Samsøe (født 7. marts 1976)
                    - Helge Danneskiold-Samsøe (født 23. maj 1981), godsejer

                  - Kjeld Viggo Gerhard Danneskiold-Samsøe (født 22. december 1952)
                    - Caroline Amalie Danneskiold-Samsøe (født 9. februar 1990)

                - Oluf Erling Christoffer Viggo Danneskiold-Samsøe (født 1917)
                - Ubbe Eyvind Gregers Sophus Viggo Danneskiold-Samsøe (født 5. februar 1921 - død 13. december 1978)
                  - Jakob Frederik Christian Danneskiold-Samsøe (født 10. juli 1968). Historiker.
                    - Andreas Julius Valentin Danneskiold-Samsøe (født 1991)
                    - Elisabeth Julie Johanne Danneskiold-Samsøe (født 2001)
                    - Thora Sofie Amalie Danneskiold-Samsøe (født 2003)
                    - Freja Seline Stella Danneskiold-Samsøe (født 2012)

                  - Johan Conrad Sophus Danneskiold-Samsøe (født 2. december 1970)
                    - Valdemar August Theodor (født 2008)
                    - Vilfred Arthur Cornelius (født 2012)
                    - Veronica Augusta Cornelia (født 2016)

                - Karin Lykke Ursula Sofia Dorothea Stella Bodil Maria komtesse Danneskiold-Samsøe (født 27. juli 1922). Gift 26. april 1969 med Hans Chr. Koch.
                - Sonja Maria Ester Irène Bodil Stella komtesse Danneskiold-Samsøe (født 3. oktober 1925 - sporløst forsvundet siden 1998)[2]

              - Knud Danneskiold-Samsøe (født 26. juni 1876 - død 22. juli 1957), godsejer, ritmester. 
                - Tove Danneskiold-Samsøe (1909-1984) oo Leon Charles Joseph greve Moltke-Hvitfeldt til Glorup
                - Marete Danneskiold-Samsøe (1911-1997) oo Kjeld greve Brockenhuus-Schack til Barritskov
                - Helle komtesse Danneskiold-Samsøe (1918-1987), priorinde for Gisselfeld

            - Frederik Vilhelm Steen Danneskiold-Samsøe (1837-1895) til Ulriksholm, godsejer, hofjægermester, landstingsmedlem oo Eugenie Frederikke Charlotte Clara komtesse Holstein-Ledreborg
              - Frederik Sophus Christian Ludvig Danneskiold-Samsøe (1864-1944), cand.jur., ekspeditionssekretær
              - Caroline Louise Augusta Frederikke Eugenie komtesse Danneskiold-Samsøe (1867-1949)
              - Einar Carl Otto Danneskiold-Samsøe (1868-1908), assistent i Landmandsbanken
              - Axel Edzard Ernest Danneskiold-Samsøe (1871-1925), officer oo Frances Sybil Iles Gordon (1878-1965)
                - Palle Julian Danneskiold-Samsøe (1906-1968), kontorchef, cand.jur. oo Grethe Kohl (1913-2006)
                  - Polly Charlotte komtesse Danneskiold-Samsøe (født 1945)
                  - Thomas Godske Danneskiold-Samsøe (født 1946) oo Marianne Borgbjerg Frommelt (datter af Niels Frommelt)
                    - Mikkel Frederik Danneskiold-Samsøe (født 1985)
                    - Alice Danneskiold-Samsøe (født 1988)

            - Otto Ludvig August Balthazar Danneskiold-Samsøe (født 22. juli 1841 - død 22. december 1896), hofjægermester oo Louise Siegfriede komtesse Knuth (1853-1928)
              - Adam Sophus Danneskiold-Samsøe (født 2. oktober 1874 - død 12. december 1961), maler oo Elsebeth Mollerup (1885-1961)
                - Adam Otto Danneskiold-Samsøe (født 8. august 1910 - død 22. december 1981) oo Margaretha von Sneidern (1915-)
                  - Bent Otto Aksel Danneskiold-Samsøe (født 7. oktober 1943) oo Inge Bang Thomsen (1941-)
                  - Adam Peter Wilhelm Danneskiold-Samsøe (født 4. maj 1946) oo Bodil Hedal oo Bente Langkilde Hansen 
                    - Katharina Elisabeth Danneskiold-Samsøe (født 19. januar 1969)

                  - Louise Magdalene Danneskiold-Samsøe (født 18. maj 1955)

                - Cecil Danneskiold-Samsøe (født 1914)
                - Ludvig Danneskiold-Samsøe (1926-1990)

          - Christian Sofus Danneskiold-Samsøe (1845)
            - Olga Fritze Stefanie Danneskiold-Samsøe (1873)

          - Henriette komtesse Danneskiold-Samsøe (1806-1858) oo Frederik af Nør
          - Christiane komtesse Danneskiold-Samsøe (1809-1873) oo Gustav greve Holck-Winterfeldt

      - Ulrik Adolph lensgreve Danneskiold-Samsøe (født 16. juni 1723 - død 3. juni 1751) godsejer og søofficer. Gift med Sophie Dorothea komtesse Danneskiold-Samsøe (se nedenfor). Ægteskabet barnløst.

    - Frederik Danneskiold-Samsøe (født 1. november 1703 - 18. juli 1770), godsejer og ejer af baroniet Marselisborg, ridder af Elefantordenen, general-admiralløjtnant, marineminister m.m. oo Dorothea komtesse Wedell-Wedellsborg (1706-1763). 
      - Christian Ulrich Danneskiold-Samsøe (født 27. maj 1725 - 17. juni 1726)
      - Sophie Dorothea komtesse Danneskiold-Samsøe (født 13. maj 1726 - død 16. april 1766). Gift 19. juli 1743 med amtmand Ulrik Adolph lensgreve af Danneskiold-Samsøe (se ovenfor). Ægteskabet barnløst.